# Перша комісія Гальштайна
Перша комісія Гальштайна — європейська комісія, що пропрацювала 2 терміни з 7 січня 1958 року по 9 січня 1962 року. Головою комісії був німецький політик Вальтер Гальштайн.

## Склад

### Перша комісія
Перша комісія працювала з 7 січня 1958 року по 9 січня 1962 року. До неї входили 2 представника ФРН (включно з Гальштайном), Франції, Італії, по 1 від Бельгії, Нідерландів і Люксембурга. Три члени комісії дотримувалися лівих поглядів (комісар від Франції, Нідерландів та Італії). Спочатку комісар від Люксембурга теж був соціалістом, але він помер на посаді в 1958 році. Його замінив представник правих. Дотримувались консервативних поглядів 5 чоловік. Двоє від Західної Німеччини, по одному від Франції, Італії та Люксембургу. Жан Рей, який займався іноземними справами, був єдиним політиком-лібералом в комісії (призначений від Бельгії).
| Посада                                | Комісар                               | Держава                               | Політична сила                                                   |
| ------------------------------------- | ------------------------------------- | ------------------------------------- | ---------------------------------------------------------------- |
| Президент                             | Вальтер Гальштайн                     | Німеччина Німецькі єврокомісари       | Християнсько-демократичний союз                                  |
| Віце-президент; Сільське господарство | Сіко Мансхолт                         | Нідерланди Нідерландські єврокомісари | Робітнича партія Нідерландів                                     |
| Віце-президент; Економіка і фінанси   | Робер Маржоля                         | Франція Французькі єврокомісари       | Незалежний Пізніше: Французька секція Робітничого інтернаціоналу |
| Віце-президент; Внутрішній ринок      | Пьєро Мальвестіті до 15 вересня 1959  | Італія Італійські єврокомісари        | Християнські демократи                                           |
| Внутрішній ринок                      | Джузеппе Карон з 24 листопада 1959    | Італія Італійські єврокомісари        | Християнські демократи                                           |
| Заморські території                   | Робер Ломеньо                         | Франція Французькі єврокомісари       | Незалежний                                                       |
| Закордонні зв'язки                    | Жан Рей                               | Бельгія Бельгійські єврокомісари      | Ліберально-реформистська партія                                  |
| Конкуренція                           | Ганс фон дер Грьобен                  | Німеччина Німецькі єврокомісари       | Незалежний                                                       |
| Соціальні питання                     | Джузеппе Петріллі до 8 березня 1961   | Італія Італійські єврокомісари        | Незалежний                                                       |
| Соціальні питання                     | Ліонелло Леві Сандрі з 8 березня 1961 | Італія Італійські єврокомісари        | Італійська соціалістична партія                                  |
| Транспорт                             | Мішель Раскін до 27 квітня 1958       | Люксембург Люксембурзькі єврокомісари | Люксембурзька соціалістична робітнича партія                     |
| Транспорт                             | Ламбер Шу з 18 червня 1958            | Люксембург Люксембурзькі єврокомісари | Християнсько-соціальна народна партія                            |

### Друга комісія
Друга комісія працювала з 9 січня 1962 року по 30 червня 1967 року. Розклад сил залишився таким же: 3 соціалісти, 5 консерваторів, 1 ліберал. Власне склад мало змінився порівняно з першою комісією. Залишилися ті ж саме віце-голови, по одному комісару змінили Італія і Франція.
| Посада                                            | Комісар                                 | Держава                               | Політична сила                               |
| ------------------------------------------------- | --------------------------------------- | ------------------------------------- | -------------------------------------------- |
| Президент                                         | Вальтер Гальштайн                       | Німеччина Німецькі єврокомісари       | Християнсько-демократичний союз              |
| Віце-президент; Сільське господарство             | Сіко Мансхолт                           | Нідерланди Нідерландські єврокомісари | Робітнича партія Нідерландів                 |
| Віце-президент; Економіка і фінанси               | Робер Маржоля                           | Франція Французькі єврокомісари       | Французька секція Робітничого інтернаціоналу |
| Віце-президент; Внутрішній ринок                  | Джузеппе Карон до 15 травня 1963        | Італія Італійські єврокомісари        | Християнські демократи                       |
| Внутрішній ринок                                  | Гвідо Колона ді Пальяно з 30 липня 1964 | Італія Італійські єврокомісари        | Незалежний                                   |
| Заморські території                               | Анрі Рошро                              | Франція Французькі єврокомісари       | Незалежний                                   |
| Закордонні зв'язки                                | Жан Рей                                 | Бельгія Бельгійські єврокомісари      | Ліберально-реформистська партія              |
| Конкуренція                                       | Ганс фон дер Грьобен                    | Німеччина Німецькі єврокомісари       | Незалежний                                   |
| Соціальні питання; Віце-президент з 30 липня 1965 | Ліонелло Леві Сандрі                    | Італія Італійські єврокомісари        | Італійська соціалістична партія              |
| Транспорт                                         | Ламбер Шу                               | Люксембург Люксембурзькі єврокомісари | Християнсько-соціальна народна партія        |

У складі обох комісій працювали два майбутніх голови Єврокомісії — Жан Рей і Сікко Мансхольт (представник Нідерландів, соціаліст, віце-голова і комісар сільського господарства).

## Діяльність
Комісія Гальштайна була першою комісією Європейського економічного співтовариства, заснованого в 1957 році згідно з Римським договором. Перше засідання відбулося 16 січня 1958 року в замку Валь-Дюше (фр. Château de Val-Duchesse) в бельгійському регіоні Одергем. Цей економічний орган включав 9 учасників: по два від Франції, Італії та Німеччини, по одному від Бельгії, Нідерландів та Люксембурга. Комісія розпочала роботу з формування політики єдиного європейського ринку і в сфері сільського господарства. Комісія досягла деяких успіхів, наприклад, в укладанні договору про ціни на зерно, який вдалося підписати після вето президента Франції Шарля де Голля на вступ Великої Британії до товариства. Де Голль був опонентом комісії, і пропозиції, подібні до цього договору про ціни на зерно, були розроблені, щоб прив'язати Францію до Європейського економічного співтовариства. Іншим успіхом комісії вважається результат переговорів щодо Генеральної угоди з тарифів і торгівлі, відомих під назвою «раунд Кеннеді».

## Пропозиції в галузі сільського господарства
У 1965 році голова комісії Вальтер Гальштайн висунув пропозиції щодо фінансування Єдиної сільськогосподарської політики. Ці пропозиції могли б дозволити співтовариству розвивати власні фінансові ресурси, що не залежали б від держав-членів, дати більше бюджетних прав Європейському парламенту. Передбачалося введення голосування у Європейській раді за принципом звичайної більшості. З цим не могла погодитися Франція, що вважала цей принцип обмеженням суверенітету країни.
Щодо цієї пропозицій відбулася жвава дискусія, що вилилася в політичну кризу. Існує точка зору, згідно з якою комісари у повній мірі усвідомлювали неоднозначність підготовленого законопроєкту і очікували на незгоду сторін. Одним з підтверджень на цю думку є факт особистої участі у розробці Вальтера Гальштайна, бо зазвичай пропозиції з питань сільського господарства готував комісар з сільгоспполітики Сіко Мансголт. Іншим доказом може слугувати гострота дискусії всередині комісії. Також вказують на взаємодію між Європейською комісією і Європарламентом. На той час Страсбурзька асамблея, що мала тільки консультативні повноваження, боролася за реальний вплив у спільноті. Гальштайн оголосив про пропозиції на засіданні парламенту за тиждень до розгляду їх у Раді союзу. Голова комісії вважав, що наднаціональні органи повинні отримати більше влади, і розраховував, що після його виступу на засіданні асамблеї підніметься хвиля єврооптимізму, за допомогою якої вдасться прийняти його пропозиції.
У Раді пропозиції комісії наклалися на розбіжності між державами-членами, що і призвело до кризи «порожнього крісла».

## Криза «порожнього крісла»
Суперечності загострилися, коли Франція розпочала головування у Раді. Комісія опинилась осторонь обговорення, бо центр дискусії перемістився до Ради, де Франція сперечалась з рештою країн Союзу. 30 червня 1965 року офіційний Париж відкликав своїх представників, заявивши, що вони не займуть свої місця в Раді, поки не буде знайдено компроміс. Криза «порожнього крісла» була першим випадком, коли робота Європейського економічного співтовариства була заблокована через дії держави-члена.
Франція бойкотувала співтовариство протягом 6 місяців. Але Європейська комісія продовжувала роботу. Вальтер Гальштайн та інші комісари робили заяви щодо положення в співтоваристві. Комісія хотіла розробити нові пропозиції, які повинні були отримати підтримку всіх членів союзу. Однак авторитет комісії в цій кризі не був достатнім, для того щоб комісари змогли вивести співтовариство з глухого кута. Головна проблема полягала в розбіжностях між країнами, і тому криза могла бути подоланий тільки в Раді, де були представлені всі держави.
Ризик ізоляції і загроза стабільності національної економіки змусили Францію відновити переговори. У січні було вирішено провести в Люксембурзі зустріч представників усіх країн-учасниць, але без представників комісії. П'єр Вернер, прем'єр-міністр Люксембургу, запропонував компромісне рішення: якщо країна вважає, що її життєво важливі інтереси можуть бути порушені, то вона має право використовувати право вето в Раді. В інших випадках рішення приймаються звичайною більшістю голосів. Однак так і не було визначено, що саме вважати під терміном «національні інтереси», також не була прописана процедура арбітражу в разі нової суперечки між країнами. «Люксембурзький компроміс» не тільки не збільшив повноваження Європейської комісії, але ще сильніше прив'язав комісію до рішень Ради Європи, звинувативши її у перевищенні повноважень. Єврокомісія стала головною жертвою кризи «порожнього крісла», втративши авторитет і вплив на багато років.

## Закінчення діяльності
Коли підійшов до кінця другий термін комісії Гальштайна в січні 1966 року, французький міністр закордонних справ Моріс Кув де Мюрвіль наполіг на зміні голови комісії, яка, як передбачалося, повинна стати єдиним органом для Європейського економічного співтовариства, Європейського об'єднання вугілля і сталі і Євроатому. Так як згоди щодо зміщення Вальтера Гальштайна не було досягнуто, він, відповідно до 159 статті Римського договору, залишився на посаді як виконувач обов'язків. Це означало, що злиття трьох спільнот, заплановане на січень 1966 року, було відкладене
У зв'язку з конфронтацією з Шарлем де Голлем виникла пропозиція, щоб призначити Гальштайна на наступний термін головою комісії лише на 6 місяців. Вальтер Гальштайн побачив у цьому порушення тексту Договору про співтовариство і 5 травня 1967 року попрохав не призначати його зовсім.